# Laco Lučenič
Ladislav „Laco” Lučenič (ur. 23 listopada 1952 w Cífer) – słowacki muzyk, kompozytor i producent muzyczny; związany z zespołami Modus, Prúdy i Limit.
Początki jego kariery muzycznej są związane z Pavlem Hammelem. Jako wokalista i gitarzysta basowy współpracował przy albumie Hráč (1974). Później był czynny jako basista i producent muzyczny w grupach Fermata, Modus i Limit. Do 1994 roku współpracował z Miroslavem Žbirką. W 2004 roku założył grupę Laco Lučenič & Satisfactory.

## Dyskografia
Albumy studyjne
- 1985: Bodliak na plavkách,
- 1987: Zastávky na znamenie,
- 1995: Svetlo (...a pocit bezpečia),
- 1996: Išla myška briežkom,
- 1997: Good Vibes: Remixes,
- 2000: Proudy (Tribute to Prúdy),
- 2007: XLL.